# Wilhelm Tell (2024)
Wilhelm Tell (Originaltitel William Tell) ist ein historisches Filmepos von Nick Hamm auf Grundlage des gleichnamigen Theaterstücks von Friedrich von Schiller. Der Film mit dem Dänen Claes Bang in der Rolle des legendären Schweizer Freiheitskämpfers Wilhelm Tell feierte im September 2024 beim Toronto International Film Festival seine Premiere. Mitte Januar 2025 kam Wilhelm Tell in die Kinos im Vereinigten Königreich. Der Kinostart in Deutschland war Mitte Juni 2025.

## Handlung
Im Jahr 1307 besetzt der grausame Habsburgerkönig Albrecht die angrenzenden Schweizer Kantone. Seine Steuereintreiber unterdrücken und töten die Bürger und vergewaltigen die Frauen. Ein Bauer, der vor ihnen flieht, trifft Wilhelm Tell, der ihm zu Hilfe kommt. Dieser kämpfte mit den Tempelrittern im Heiligen Land. Jetzt, wo er nach Hause zurückgekehrt ist, will er mit seinem Adoptivsohn Walter und seiner arabischen Frau Suna einfach ein ruhiges Leben führen. Dies ist ihm jedoch nicht gegönnt.
Er nimmt seine Armbrust und legt sich mit den Handlangern des Königs an, um die Menschen von seiner unterdrückerischen Herrschaft und seiner rechten Hand Gessler zu befreien. Tell wird im Kampf von einigen Mitstreitern während des Kreuzzuges unterstützt.

## Produktion

### Filmstab
Regie führte Nick Hamm, der auch das Drehbuch schrieb. Zu früheren Arbeiten des Briten gehören The Hole von 2001 und Godsend von 2004. Hamm schmückte die Lebensgeschichte seines Protagonisten Wilhelm Tell, wie sie in Friedrich Schillers Stück erzählt wird, stark aus und stellte ihm in seinem Film eine Frau und einen Adoptivsohn zur Seite, die er als Kreuzritter in Jerusalem kennenlernte.

### Besetzung und Synchronisation
Der Däne Claes Bang spielt die Titelrolle Wilhelm Tell. Die Iranerin Golshifteh Farahani ist in der Rolle von Suna zu sehen, die Frau, die Tell bei seinen Diensten im Heiligen Land kennenlernte und mit nach Hause gebracht hat. Tobias Jowett übernahm die Rolle seines Adoptivsohns Walter. Der Brite Ben Kingsley spielt den Habsburgerkönig Albrecht, Connor Swindells seine rechte Hand Gessler und Sam Keeley und Jake Dunn seine Gefolgsmänner Baumgarten und Stüssi. Rafe Spall spielt Stauffacher, mit dem Tell schon im Kreuzzug kämpfte. Ellie Bamber spielt Bertha, die Nichte des Königs, Jess Douglas-Welsh dessen Tochter Agnes und Jonah Hauer-King den Schweizer Adligen Rudenz. Als jüngerer Mann wird der Titelheld vom Iren Éanna Hardwicke gespielt. In weiteren Rollen sind Emily Beecham als Gertrude und Jonathan Pryce als Rudenz' Onkel Attinghausen zu sehen.
Die deutsche Synchronisation entstand nach einem Dialogbuch und der Dialogregie von Cornelius Frommann.
| Darsteller          | Rolle          | Synchronsprecher |
| ------------------- | -------------- | ---------------- |
| Claes Bang          | Wilhelm Tell   | Achim Buch       |
| Jonathan Pryce      | Attinghausen   | Lutz Mackensy    |
| Connor Swindells    | Gessler        | Kevin Kasper     |
| Ben Kingsley        | König Albrecht | Hans Bayer       |
| Rafe Spall          | Stauffacher    | Alexander Brem   |
| Golshifteh Farahani | Suna           | Sanam Afrashteh  |
| Jake Dunn           | Stüssi         | Benjamin Mereis  |

### Dreharbeiten und Filmmusik
Gedreht wurde der Film von Mitte September bis Mitte Oktober 2023 an zwanzig Tagen im Vinschgau im Südtirol. Kameramann war der Südafrikaner Jamie D. Ramsay, der in der Vergangenheit für mehrere Filme von Oliver Hermanus und zuletzt für See How They Run von Tom George und All of Us Strangers von Andrew Haigh tätig gewesen war.
Die Filmmusik komponierte Steven Price, der in der Vergangenheit für Filme wie Gravity, Last Night in Soho, Baby Driver und Suicide Squad tätig war. Das Soundtrack-Album mit insgesamt 19 Musikstücken soll am 24. Januar 2025 von Milan Records als Download veröffentlicht werden.

### Marketing und Veröffentlichung
Die Premiere des Films fand am 10. September 2024 beim Toronto International Film Festival statt. Im Vorfeld sicherte sich SquareOne die Vertriebsrechte für Deutschland, Österreich und die Schweiz und Altitude für das Vereinigte Königreich. Die Rechte für Nordamerika liegen bei Samuel Goldwyn Films. Ende Oktober 2024 wurde der erste Trailer vorgestellt. Am 17. Januar 2025 kam William Tell in die Kinos im Vereinigten Königreich. Im Januar 2025 wurde der Film auch beim Palm Springs International Film Festival vorgestellt. Am 4. April 2025 soll der Film in ausgewählte US-Kinos kommen. Dort erhielt er ein R-Rating, was einer Freigabe ab 17 Jahren entspricht. Der Kinostart in Deutschland und Österreich war am 19. Juni 2025. In der Schweiz wurde William Tell  im Oktober 2024 beim Zurich Film Festival gezeigt. Der Kinostart dort wurde auf 31. Juli 2025 festgelegt.

## Rezeption

### Kritiken
Die Kritiken fielen gemischt aus. Bei Rotten Tomatoes sind 55 Prozent dieser positiv.  Bei Metacritic erhielt der Film einen Metascore von 52 von 100 möglichen Punkten. Immer wieder wurde dabei bemerkt, der Film fühle sich wie Braveheart an, wolle aber vielleicht zu sehr historisches Epos und zu viel wie Braveheart sein.
Dietmar Kanthak schreibt in seiner Kritik für epd Film, die Schwachpunkte des Films seien unübersehbar. Zunächst nennt er den Titelhelden Wilhelm Tell, den Claes Bang nicht wie Shakespeares kriegstüchtigen Heinrich V. oder die von Mel Gibson gespielte Figur anlege, sondern eher als brütenden, von Zweifeln gehemmten Hamlet. Die Entwicklung der anderen Charaktere vollziehe sich genauso vorhersehbar wie die immer wieder in Gewalt mündenden Wendungen der Handlung. Die Schlachten hingegen würden genregerechte Durchschlagskraft besitzen, und ihre Wucht verdankten sie nicht zuletzt den extrem konfliktbereiten Frauen Suna, Gertrud und Bertha, die von Golshifteh Farahani, Emily Beecham und Ellie Bamber gespielt werden.

### Auszeichnungen
National Film Awards 2025
- Nominierung als Bester britischer Film
- Nominierung für die Beste Action
- Nominierung für die Beste Regie (Nick Hamm)[23]